# Xã Lincoln, Quận Warren, Iowa
Xã Lincoln (tiếng Anh: Lincoln Township) là một xã thuộc quận Warren, tiểu bang Iowa, Hoa Kỳ. Năm 2010, dân số của xã này là 2.343 người.